# Зарудня
Зару́дня — деревня в Московской области России. Входит в городской округ Коломна.
Находится в 15 км к востоку от Коломны. Население — 1572 чел. (2010). Расположена на реке Щелинка.
В 2017—2020 годах входила в Коломенский городской округ, в 2006—2017 годах — административный центр сельского поселения Заруденское, в 1994—2006 годах — центр Макшеевского сельского округа. До 1922 года относилась к Маливской волости Егорьевского уезда Рязанской губернии.

## Население
| 2002 | 2006  | 2010  |
| ---- | ----- | ----- |
| 1536 | ↗1538 | ↗1572 |

## Экономика
- ООО ПК «ОКА» — переработка молока и производство молочной продукции широкого ассортимента.
- СЗАО «Ленинское» — производство и переработка сельскохозяйственной продукции (животноводство, овощеводство, растениеводство).

## Образование
В Зарудне находится Маливская средняя школа, в которой обучается около 400 человек.

## Достопримечательности
В этой деревне снимался фильм «Мачеха».

## Люди, связанные с деревней
- Степан Григорьевич Алишкин (1892—1956) — патриот, колхозник, один из инициаторов всенародного движения по сбору средств в Фонд обороны в период Великой Отечественной войны.
- Сергей Алексеевич Кондрашкин (22 июня 1964 года) — советский самбист, призёр чемпионата СССР, обладатель Кубка СССР, мастер спорта СССР международного класса, тренер-преподаватель высшей категории. Награждён Почётным знаком «За заслуги в развитии физической культуры и спорта в Московской области».